# Bitte Orca
Albums de Dirty Projectors
Rise Above
(2007) Mount Wittenberg Orca
(2010)
Bitte Orca est un album de Dirty Projectors, sorti en 2009.

## L'album
Il atteint la 65e place du Billboard 200 et la 12e du Independent Albums (en). Rhapsody le classe à la 25e place de sa liste des meilleurs albums de 2009 et il fait partie des 1001 albums qu'il faut avoir écoutés dans sa vie.

### Titres
Tous les titres sont de David Longstreth, sauf mention.
1. Cannibal Resource (3:55)
2. Temecula Sunrise (5:05)
3. The Bride (2:49)
4. Stillness Is the Move (Longstreth, Amber Coffman) (5:14)
5. Two Doves (3:42)
6. Useful Chamber (6:28)
7. No Intention (4:17)
8. Remade Horizon (3:55)
9. Fluorescent Half Dome (5:45)

### Musiciens
- David Longstreth : guitares, voix
- Amber Coffman : guitares, voix
- Angel Deradoorian : voix, guitares,claviers
- Brian McOmber : batterie
- Nat Baldwin : basse
- Haley Dekle : voix
- Jordan Dykstra : cordes, violons
- Caleb Russell : violon
- Andrew Todd : violon
- Anna Fritz : violoncelle, cornet